# Olympische Jugend-Winterspiele 2024/Teilnehmer (Großbritannien)
| Gelbes Symbol für Goldmedaillen mit stilisierten Olympischen Ringen | Graues Symbol für Silbermedaillen mit stilisierten Olympischen Ringen | Braundes Symbol für Bronzemedaillen mit stilisierten Olympischen Ringen |
| ------------------------------------------------------------------- | --------------------------------------------------------------------- | ----------------------------------------------------------------------- |
| 4                                                                   | 1                                                                     | 1                                                                       |

Das Vereinigte Königreich nahm unter dem Namen Großbritannien an den Olympischen Jugend-Winterspielen 2024 in der südkoreanischen Provinz Gangwon mit 39 Athleten (29 Männer, 10 Frauen) teil.

## Medaillen

### Medaillenspiegel
| Rang   | Sportart     | Gold | Silber | Bronze | Gesamt |
| ------ | ------------ | ---- | ------ | ------ | ------ |
| 1      | Ski Alpin    | 2    | 1      | —      | 3      |
| 2      | Curling      | 2    | —      | —      | 2      |
| 3      | Eiskunstlauf | —    | —      | 1      | 1      |
| Gesamt | Gesamt       | 4    | 1      | 1      | 6      |

### Medaillengewinner
| Name/n                                            | Sportart     | Wettkampf          |
| ------------------------------------------------- | ------------ | ------------------ |
| Gold                                              |              |                    |
| Zak Carrick-Smith                                 | Ski Alpin    | Alpine Kombination |
| Zak Carrick-Smith                                 | Ski Alpin    | Slalom             |
| Holly Burke Logan Carson Archie Hyslop Tia Laurie | Curling      | Mixed Team         |
| Ethan Brewster Caroline Soutar                    | Curling      | Mixed Doppel       |
| Silber                                            |              |                    |
| Zak Carrick-Smith                                 | Ski Alpin    | Riesenslalom       |
| Bronze                                            |              |                    |
| Atl Ongay-Perez Ashlie Slatter                    | Eiskunstlauf | Paarlauf           |

## Teilnehmer nach Sportart

### Biathlon
| Athleten                     | Wettbewerbe                          | Zeit        | Fehler          | Rang |
| ---------------------------- | ------------------------------------ | ----------- | --------------- | ---- |
| Frauen                       |                                      |             |                 |      |
| Joseif Clifford              | 6 km Sprint                          | 26:57,2 min | 7 (4+3)         | 71   |
| Joseif Clifford              | 10 km Einzel                         | 47:44,1 min | 8 (3+1+1+3)     | 74   |
| Männer                       |                                      |             |                 |      |
| Graham Benson                | 7,5 km Sprint                        | 24:27,2 min | 3 (0+3)         | 44   |
| Graham Benson                | 12,5 km Einzel                       | 50:07,8 min | 7 (3+0+3+1)     | 59   |
| Tom Smith                    | 7,5 km Sprint                        | 24:16,7 min | 4 (1+3)         | 40   |
| Tom Smith                    | 12,5 km Einzel                       | 52:22,5 min | 11 (4+3+1+3)    | 74   |
| Mixed                        |                                      |             |                 |      |
| Josie Clifford Graham Benson | Single-Mixed-Staffel (6 km + 7,5 km) | 53:23,1 min | 6+18 (1+6 5+12) | 25   |

### Bob
| Athleten     | Lauf 1  | Lauf 1 | Lauf 2  | Lauf 2 | Gesamt      | Gesamt |
| Athleten     | Zeit    | Rang   | Zeit    | Rang   | Zeit        | Rang   |
| ------------ | ------- | ------ | ------- | ------ | ----------- | ------ |
| Männer       |         |        |         |        |             |        |
| Lennon Smith | 56,28 s | 15     | 56,23 s | 13     | 1:52,51 min | 15     |

### Curling
| Wettbewerb    | Mixed Team                                                                                 | Mixed Doppel                                                    |
| ------------- | ------------------------------------------------------------------------------------------ | --------------------------------------------------------------- |
| Athleten      | Holly Burke Logan Carson Archie Hyslop Tia Laurie                                          | Ethan Brewster Caroline Soutar                                  |
| Vorrunde      | Dänemark 7:6 Deutschland 4:7 Kanada 6:3 Südkorea 3:2 Italien 7:5 Schweiz 8:3 Brasilien 9:4 | Nigeria 18:0 Südkorea 2:11 Tschechien 8:3 Ungarn 8:4 Kanada 7:6 |
| Viertelfinale | Freilos                                                                                    | Deutschland 7:5                                                 |
| Halbfinale    | Schweiz 8:6                                                                                | Schweden 6:5                                                    |
| Finale        | Dänemark 7:5                                                                               | Dänemark 7:6                                                    |
| Rang          | Gold                                                                                       | Gold                                                            |

### Eishockey
| Wettbewerb             | 3×3 Männer |
| ---------------------- | --- |
| Athleten               | Leilo Bellamy Jonas Bennett Sam Ellis Robbie Henderson Ethan Lock Kingston McKenzie Joel Meyers Sam Miller Ricards Misins Joshua Seeback Daragh Spawforth Harry Vant Tiago Worsfold |
| Vorrunde               | Österreich (3:12) Lettland (1:24) Dänemark (4:14) Polen (7:17) Spanien (8:5) Chinesisch Taipeh (10:3)                                                                               |
| Halbfinale             | ausgeschieden |
| Finale/Spiel um Bronze | ausgeschieden |
| Rang                   | 6 |

### Eiskunstlauf
| Athleten                       | Wettbewerb | Kurzprogramm/-tanz | Kurzprogramm/-tanz | Kür/Kürtanz | Kür/Kürtanz | Gesamt | Gesamt |
| Athleten                       | Wettbewerb | Punkte             | Rang               | Punkte      | Rang        | Punkte | Rang   |
| ------------------------------ | ---------- | ------------------ | ------------------ | ----------- | ----------- | ------ | ------ |
| Männer                         |            |                    |                    |             |             |        |        |
| Tao MacRae                     | Einzel     | 59,49              | 9                  | 112,12      | 12          | 171,61 | 12     |
| Mixed                          |            |                    |                    |             |             |        |        |
| Atl Ongay-Perez Ashlie Slatter | Paarlauf   | 50,91              | 7                  | 89,25       | 2           | 140,16 | Bronze |

### Freestyle-Skiing
| Athleten                  | Wettbewerbe         | Vorrunde | Viertelfinale | Halbfinale    | Finale/Kleines Finale | Rang |
| Athleten                  | Wettbewerbe         | Rang     | Rang          | Rang          | Rang                  | Rang |
| ------------------------- | ------------------- | -------- | ------------- | ------------- | --------------------- | ---- |
| Frauen                    |                     |          |               |               |                       |      |
| Axel Rose Green           | Skicross            | 3        | —             | 3             | Kleines Finale: 2     | 6    |
| Männer                    |                     |          |               |               |                       |      |
| Jake Dade                 | Skicross            | 6        | —             | 3             | Kleines Finale: 3     | 7    |
| Charles Cooper            | Skicross            | 14       | —             | ausgeschieden | ausgeschieden         | 28   |
| Mixed                     |                     |          |               |               |                       |      |
| Jake Dade Axel Rose Green | Mixed-Team Skicross | Freilos  | 2             | 3             | Kleines Finale: 2     | 6    |

### Rennrodeln
| Athleten    | Wettbewerb | Lauf 1   | Lauf 1 | Lauf 2   | Lauf 2 | Gesamt       | Gesamt |
| Athleten    | Wettbewerb | Zeit     | Rang   | Zeit     | Rang   | Zeit         | Rang   |
| ----------- | ---------- | -------- | ------ | -------- | ------ | ------------ | ------ |
| Frauen      |            |          |        |          |        |              |        |
| Kaia Hatton | Einsitzer  | 49,312 s | 16     | 49,215 s | 12     | 1:38,527 min | 13     |

### Shorttrack
| Athleten      | Wettbewerb | Vorläufe     | Vorläufe | Viertelfinale | Viertelfinale | Halbfinale    | Halbfinale    | Finale A/B    | Finale A/B    | Rang |
| Athleten      | Wettbewerb | Zeit         | Rang     | Zeit          | Rang          | Zeit          | Rang          | Zeit          | Rang          | Rang |
| ------------- | ---------- | ------------ | -------- | ------------- | ------------- | ------------- | ------------- | ------------- | ------------- | ---- |
| Männer        |            |              |          |               |               |               |               |               |               |      |
| Willem Murray | 500 m      | 42,917 s     | 2        | 42,565 s      | 4             | ausgeschieden | ausgeschieden | ausgeschieden | ausgeschieden | 14   |
| Willem Murray | 1000 m     | 1:29,544 min | 2        | 1:27,931 min  | 3             | 1:27,908 min  | 3             | 1:30,229 min  | 3             | 8    |
| Willem Murray | 1500 m     | —            | —        | 2:18,050 min  | 3             | 2:33,896 min  | 3             | 2:41,906 min  | 3             | 10   |
| Freddie Polak | 500 m      | 42,909 s     | 3        | ausgeschieden | ausgeschieden | ausgeschieden | ausgeschieden | ausgeschieden | ausgeschieden | 22   |
| Freddie Polak | 1000 m     | 1:32,775 min | 3        | ausgeschieden | ausgeschieden | ausgeschieden | ausgeschieden | ausgeschieden | ausgeschieden | 23   |
| Freddie Polak | 1500 m     | —            | —        | PEN           | PEN           | ausgeschieden | ausgeschieden | ausgeschieden | ausgeschieden | PEN  |

### Ski Alpin
| Athleten          | Wettbewerb         | Lauf 1  | Lauf 1 | Lauf 2  | Lauf 2 | Gesamt      | Gesamt |
| Athleten          | Wettbewerb         | Zeit    | Rang   | Zeit    | Rang   | Zeit        | Rang   |
| ----------------- | ------------------ | ------- | ------ | ------- | ------ | ----------- | ------ |
| Frauen            |                    |         |        |         |        |             |        |
| Molly Butler      | Super-G            | —       | —      | —       | —      | 56,44 s     | 27     |
| Molly Butler      | Alpine Kombination | 58,82 s | 27     | 52,47 s | 6      | 1:51,29 min | 16     |
| Molly Butler      | Riesenslalom       | 49,78 s | 10     | 53,86 s | 14     | 1:44,02 min | 10     |
| Molly Butler      | Slalom             | 52,36 s | 19     | 49,14 s | 10     | 1:41,50 min | 12     |
| Männer            |                    |         |        |         |        |             |        |
| Zak Carrick-Smith | Super-G            | —       | —      | —       | —      | 55,36 s     | 14     |
| Zak Carrick-Smith | Alpine Kombination | 56,33 s | 27     | 53,13 s | 1      | 1:49,46 min | Gold   |
| Zak Carrick-Smith | Riesenslalom       | 49,22 s | 4      | 46,08 s | 5      | 1:35,30 min | Silber |
| Zak Carrick-Smith | Slalom             | 46,56 s | 3      | 52,05 s | 3      | 1:38,61 min | Gold   |

| Athleten                       | Wettbewerbe | Achtelfinale | Achtelfinale | Viertelfinale | Viertelfinale | Halbfinale    | Halbfinale    | Finale/Platz 3 | Finale/Platz 3 | Rang |
| Athleten                       | Wettbewerbe | Gegner       | Punkte       | Gegner        | Punkte        | Gegner        | Punkte        | Gegner         | Punkte         | Rang |
| ------------------------------ | ----------- | ------------ | ------------ | ------------- | ------------- | ------------- | ------------- | -------------- | -------------- | ---- |
| Mixed                          |             |              |              |               |               |               |               |                |                |      |
| Molly Butler Zak Carrick-Smith | Mannschaft  | SWE          | 1:3          | ausgeschieden | ausgeschieden | ausgeschieden | ausgeschieden | ausgeschieden  | ausgeschieden  | 12   |

### Skilanglauf
| Athleten           | Wettbewerb       | Zeit        | Rang |
| ------------------ | ---------------- | ----------- | ---- |
| Frauen             |                  |             |      |
| Elspeth Cruikshank | 7,5 km klassisch | 26:16,7 min | 43   |
| Sophie Forth       | 7,5 km klassisch | 27:17,6 min | 50   |
| Männer             |                  |             |      |
| Thomas Duncan      | 7,5 km klassisch | 22:42,1 min | 47   |

| Athleten           | Wettbewerb      | Qualifikation | Qualifikation | Viertelfinale | Viertelfinale | Halbfinale    | Halbfinale    | Finale        | Finale        | Rang |
| Athleten           | Wettbewerb      | Zeit          | Rang          | Zeit          | Rang          | Zeit          | Rang          | Zeit          | Rang          | Rang |
| ------------------ | --------------- | ------------- | ------------- | ------------- | ------------- | ------------- | ------------- | ------------- | ------------- | ---- |
| Frauen             |                 |               |               |               |               |               |               |               |               |      |
| Elspeth Cruikshank | Sprint Freistil | 4:00,42 min   | 44            | ausgeschieden | ausgeschieden | ausgeschieden | ausgeschieden | ausgeschieden | ausgeschieden | 44   |
| Sophie Forth       | Sprint Freistil | 4:01,88 min   | 45            | ausgeschieden | ausgeschieden | ausgeschieden | ausgeschieden | ausgeschieden | ausgeschieden | 45   |

### Snowboard
| Athleten         | Wettbewerb | Qualifikation | Qualifikation | Finale        | Finale        | Rang |
| Athleten         | Wettbewerb | Punkte        | Rang          | Punkte        | Rang          | Rang |
| ---------------- | ---------- | ------------- | ------------- | ------------- | ------------- | ---- |
| Männer           |            |               |               |               |               |      |
| Teiva Hamaini    | Slopestyle | 33,75         | 14            | ausgeschieden | ausgeschieden | 14   |
| Teiva Hamaini    | Big Air    | 40,00         | 17            | ausgeschieden | ausgeschieden | 17   |
| Siddhartha Ullah | Halfpipe   | 46,50         | 13            | ausgeschieden | ausgeschieden | 13   |